# 오늘, 우리
"오늘, 우리"는 2019년에 개봉한 대한민국의 영화이다. 후속작으로 오늘, 우리 2가 있다.

## 캐스팅
2박 3일
- 정수지 : 지은 역
- 송지혁 : 박민규 역
- 이강녕 : 박민석 역
- 유창숙 : 할머니 역
- 박수영 : 아버지 역
- 정경순 : 어머니 역
- 한지현 : 꿈속 여자 역

5월 14일
- 이상희 : 민정 역
- 어성욱 : 영기 역
- 유창숙 : 할머니 역
- 박명신 : 엄마 역
- 곽민준 : 아빠 역
- 김유경 : 동생 역
- 이운산 : 신랑 역
- 김민엽 : 김팀장 역
- 정혜성 : 아기 역
- 박귀순 : 스님 역
- 정한호 : 스님 역
- 김수진 : 친구 역
- 김여은 : 친구 역
- 엄옥란 : 고모 역
- 이수민 : 베이커리 점원 역
- 김경진 : 레스토랑 직원 역
- 장근춘 : 할아버지 역
- 김은경 : 이모 역
- 채현승
- 김지원
- 이승현
- 정혜인
- 정혜원
- 양소영
- 유용환
- 윤병무
- 박혜원
- 이제연
- 박하현
- 김지유
- 김승유
- 강민정
- 안현정
- 강동인
- 부서희
- 김다운
- 서정미
- 이정아

환불
- 조민경 : 수진 역
- 조우현 : 은영 역
- 김주연 : 입사담당자 역
- 윤성원 : 편의점사장 역
- 안민영 : 정장가게사장 역
- 곽민규 : 승준 역
- 송재생 : 지선 역
- 나도율 : 성수 역
- 홍인아 : 인아 역
- 금보선 : 지은 (목소리) 역
- 권승록 : 지은동료 (목소리) 역
- 원영옥 : 엄마 (목소리) 역
- 이시원 : 옷가게점원 (목소리) 역
- 이샘
- 박영선
- 문하얀
- 남상지
- 김경주
- 안석범
- 변자혜
- 유상현
- 김재원
- 유준민
- 최민지
- 낭모모카잉
- 오지숙
- 마민희
- 한민진

대자보
- 윤혜리 : 혜리 역
- 이민영 : 민영 역
- 김지현 : 지현 역